# Cherry Plain (New York)
Cherry Plain, nota anche come Cherryplain è una frazione nella parte orientale della contea di Rensselaer dello stato di New York. Comprende il codice postale 12040.
Si trova ad est di Troy, nella città di Berlin. Si trova nel distretto scolastico centrale di Berlin e la Berlin Central Junior-Senior High School è la scuola secondaria della zona.

## Infrastrutture e trasporti
È attraversata dalla New York State Route 22.